# Gossnerska missionen
Gossnerska missionen, grundlagd 1836 av Johannes Gossner, som ogillade förutvarande missionssällskaps grundsatser, dels såsom alltför mycket betonande det konfessionella, dels såsom ställande för höga krav på missionärernas utbildning. 
I början utsände G. missionärer i utländska sällskaps tjänst, men på 1840-talet upptogs egna missionsfält i Indien, dels i låglandet kring Ganges, dels i Chutia Nagpurs högland (Nordindien) bland kolerna, ett av de indiska s.k. urfolken. På det senare fältet har missionen rönt stor framgång; de hedningakristna kom att uppgå till betydande antal. Här som i andra indiska missioner spelade skolväsendet en framstående roll. Missionsverksamheten kom med tiden att ledas efter i huvudsak samma grundsatser som övriga evangeliska missionssällskap. I missionsredogörelser betecknas denna mission vanligen med "Berlin II" till åtskillnad från två andra ävenledes från Berlin ledda sällskap.